# Балинова къща
Балиновата къща е семейна къща в град Батак.
Построена е около 1895 година и в нея е живял Трендафил Балинов - секретар на Работническия младежки съюз и участник в съпротивата срещу фашизма от 1918 до 1944 г. Тя е архитектурен и исторически паметник на културата, образец на традиционната архитектура в Батак.
Къщата е етнографски музей от 1968 г. и е сред забележителностите на град Батак. Уредената в нея етнографска експозиция е посветена на традиционната народна култура в градчето от края на XIX в. и началото на XX в.
Къщата представлява обект № 3 от Историческия музей в Батак.

## Галерия
- Собата
- Трапеза за Бъдни вечер
- Бебешка люлка
- Баташки носии